# Claude Puel
Claude Puel (ur. 2 września 1961 roku w Castres) – francuski trener piłkarski i piłkarz. Większość kariery piłkarskiej spędził w AS Monaco.
21 czerwca 2011 roku został zwolniony z funkcji trenera Olympique Lyon, zastąpił go Rémi Garde. W latach 2012–2016 trener OGC Nice. Od 2016 menadżer Southampton F.C., zwolniony w 2017 roku. 25 października 2017 roku został trenerem Leicester City F.C. W latach 2019–2021 trenował zespół Saint Etienne.

## Sukcesy

### Sukcesy jako zawodnik
- Mistrz Francji: 1982, 1988
- Puchar Francji: 1991
- Superpuchar Francji: 1985

### Sukcesy jako trener

#### AS Monaco

##### Asystent
- Mistrz Francji: 1997
- Superpuchar Francji: 1997

##### Trener
- Mistrz Francji: 2000

#### Lille OSC
- Wicemistrzostwo Francji: 2005

#### Olympique Lyon
- Półfinał Ligi Mistrzów: 2010
- Wicemistrzostwo Francji: 2010